# Lod (cratera)
A cratera Lod é uma cratera de impacto no quadrângulo de Oxia Palus em Marte, localizada a 21.2º latitude norte e 31.6º longitude oeste.  Seu diâmetro é de 7.5 km e seu nome vem de uma cidade em Israel.
A cratera Lod é famosa por exibir clara evidência de ter sido afetada pelas inundações de Maja Valles em Marte. 